# Otobong Nkanga
Otobong Nkanga (Kano, Nigeria, 1974) is een Nigeriaans-Belgisch beeldend kunstenaar en performancekunstenaar. In 2015 won ze de Koreaanse Yanghyun-prijs.
Nkanga focust op concepten als identiteit, grondstoffen als symbool voor territorium, macht en conflict, uitbuiting van landschap, mens en arbeid, globalisering en transformatie. In haar werk onderzoekt ze de sociale en topografische veranderingen van haar omgeving, observeert hun inherente complexiteit en begrijpt ze hoe hulpbronnen zoals bodem en aarde, en hun potentiële waarde, onderworpen zijn aan regionale en culturele analyse. Haar oeuvre omvat tekeningen, foto's, schilderijen, video's, performances, en sculpturen, maar is vooral bekend om haar installaties.
Haar werk was te zien in vele instellingen, waaronder het Tate Modern, het KW Instituut (Berlijn), het Stedelijk Museum en de biënnale van Sharjah. Ze nam ook deel aan de 20e Biënnale van Sydney.

## Privéleven
Otobong Nkanga bracht het grootste deel van haar jeugd door in Lagos. In haar jeugd kreeg ze belangstelling voor kunst en het milieu toen ze mineralen verzamelde en met mica afbeeldingen tekende op het trottoir. In haar tienerjaren verhuisde haar familie naar Parijs wegens het werk van haar moeder.
Nkanga studeerde kunst aan de Obafemi Awolowo University in Ile-Ife en aan de École nationale supérieure des beaux-arts in Parijs. Van 2002 tot 2004 ging zij naar de Rijksakademie van beeldende kunsten in Amsterdam, en van 2005 tot 2008 volgde zij een masteropleiding Performing Arts bij DasArts in Amsterdam. Ze woont en werkt in Antwerpen.

## Stijl
Nkanga verwerkt graag natuurlijke hulpbronnen in haar werk, om thema's van neokolonialisme en ecologisch geweld af te beelden. Een kenmerk van haar kunst is onder meer 'materiële emotionaliteit' - het idee dat objecten kunnen voelen, denken en onthouden. Ze gebruikt dit idee om de ervaringen van natuurlijke materialen over te brengen in haar installaties. Een ander kenmerk dat in haar werk naar voren komt is lichaamsfragmentatie, dat een gebrek aan besef van een echt geheel impliceert. Met het gebruik van natuurwetenschappelijke objecten als medium is Nkanga in staat verschillende ideeën over cultuur, sociale economie en politiek met elkaar te verbinden.
Alle kunst van Nkanga heeft een bedoeling, en het meest voorkomende doel is milieubescherming. Een stuk van haar dat dit illustreert, is The Weight of Scars, dat de littekens uitbeeldt van de winning van mineralen. Ook haar eerste Amerikaanse overzichtstentoonstelling, To Dig a Hole That Collapses Again, heeft een waarschuwende boodschap, over de wereld die een onverzadigbare honger heeft naar materiële hulpbronnen en er alles aan doet om deze te verkrijgen. In Pursuit of Bling brengt dezelfde boodschap door de aandacht te vestigen op extractivisme en de wens van de wereld om zeldzame mineralen en metalen te verkrijgen.

## Werk
Haar eerste solotentoonstelling, Classicism & Beyond, vond in 2002 plaats in de non-profitorganisatie Project Row Houses in Houston. In 2007-2008 ontwierp zij naar aanleiding van het werk Baggage (1972–2008) van de Amerikaanse kunstenaar Allan Kaprow een performance voor de Kunsthalle Bern. Ook in 2008 gebruikte zij in het project Contained measures of Land de bodem zowel als symbool van het territorium als van concurrentie en conflict. Een jaar later, tijdens haar verblijf in Pointe-Noire in Congo, verzamelde ze acht verschillende kleuren aarde. In haar project Contained Measures of Tangible Memories, dat in 2010 begon met haar eerste reis naar Marokko, onderzocht ze de praktijk van textielverven.
In 2012 maakte ze een installatie getiteld Contained Measures of Kolanut met twee foto's, een van een boom genaamd adekola en een met twee meisjes die bomen imiteren. Zij legde uit dat de kolaboom belangrijk is door zijn cultuur en een symbool is van spiritualiteit. Daarna suggereerde ze een bruine noot (Cola acuminata) of crème (Cola nitida) te eten, als voorbereiding op een gesprek. In hetzelfde jaar stelde ze een voorstelling voor, voor het Tate-programma 'Politics of Representation', waarin ze bezoekers uitnodigde om de concepten identiteit, perceptie en geheugen te verkennen.

## Exposities
- 2010: Taste of a Stone. Ikǫ. Kunsthal Charlottenborg Kopenhagen.
- 2012: Contained Measures of Shifting States. Tate Modern, Londen
- 2015: Biennale d'art contemporain de Lyon
- 2015 Online live-performance Diaoptasia in Tate Modern, Londen
- 2016: The Encounter That Took a Part of Me. Nottingham Contemporary
- 2017 Carved to Flow, documenta 14, in Kassel en Athene
- 2018 To Dig a Hole that Collapses Again, Museum of Contemporary Art in Chicago
- 2019: Tate St. Ives; From Where I Stand
- 2019 Acts at the Crossroads, Zeitz Museum of Contemporary African Art in Kaapstad
- 2020: There’s No Such Thing as Solid Ground. Gropius Bau
- 2021 Solotentoonstelling in Kunsthaus Bregenz
- 2022 Underneath the Shade We Lay Grounded in het Sint-Janshospitaal in Brugge
- 2022 werk in het Kröller-Müller Museum, Van Abbemuseum en de Busan Biënnale in Zuid-Korea

## Prijzen
- 2015 Yanghyun-prijs
- 2017 Belgian Art prize
- 2019 Special Mention Award op de 58ste Biënnale van Venetië
- 2019 Lise Wilhelmsen Art Award, Noorwegen
- 2019 Peter-Weiss-Preis, Duitsland
- 2019 speciale vermelding op de Biënnale van Venetië
- 2019 Sjarjah Biënnale Award

## Afbeeldingen

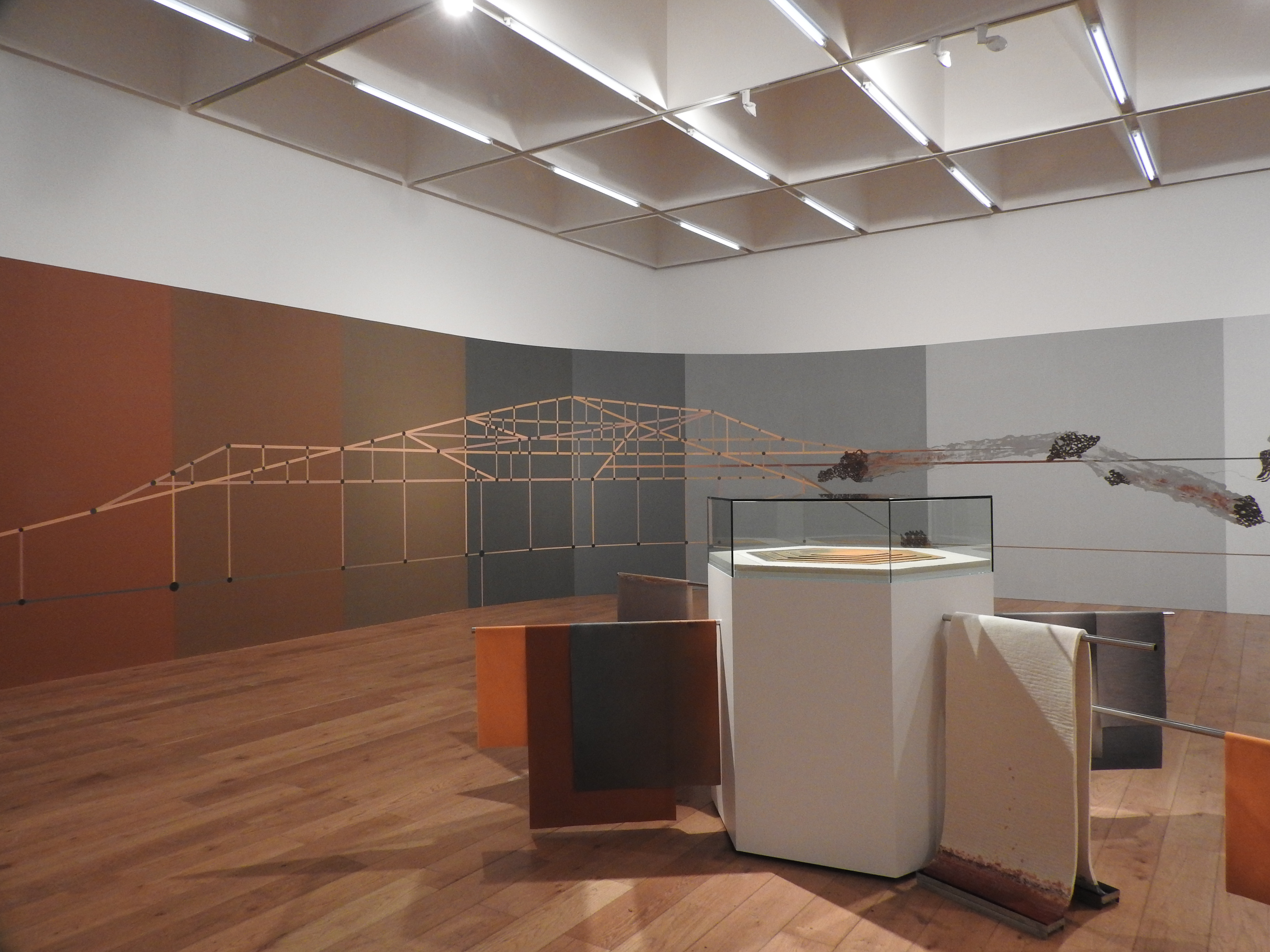
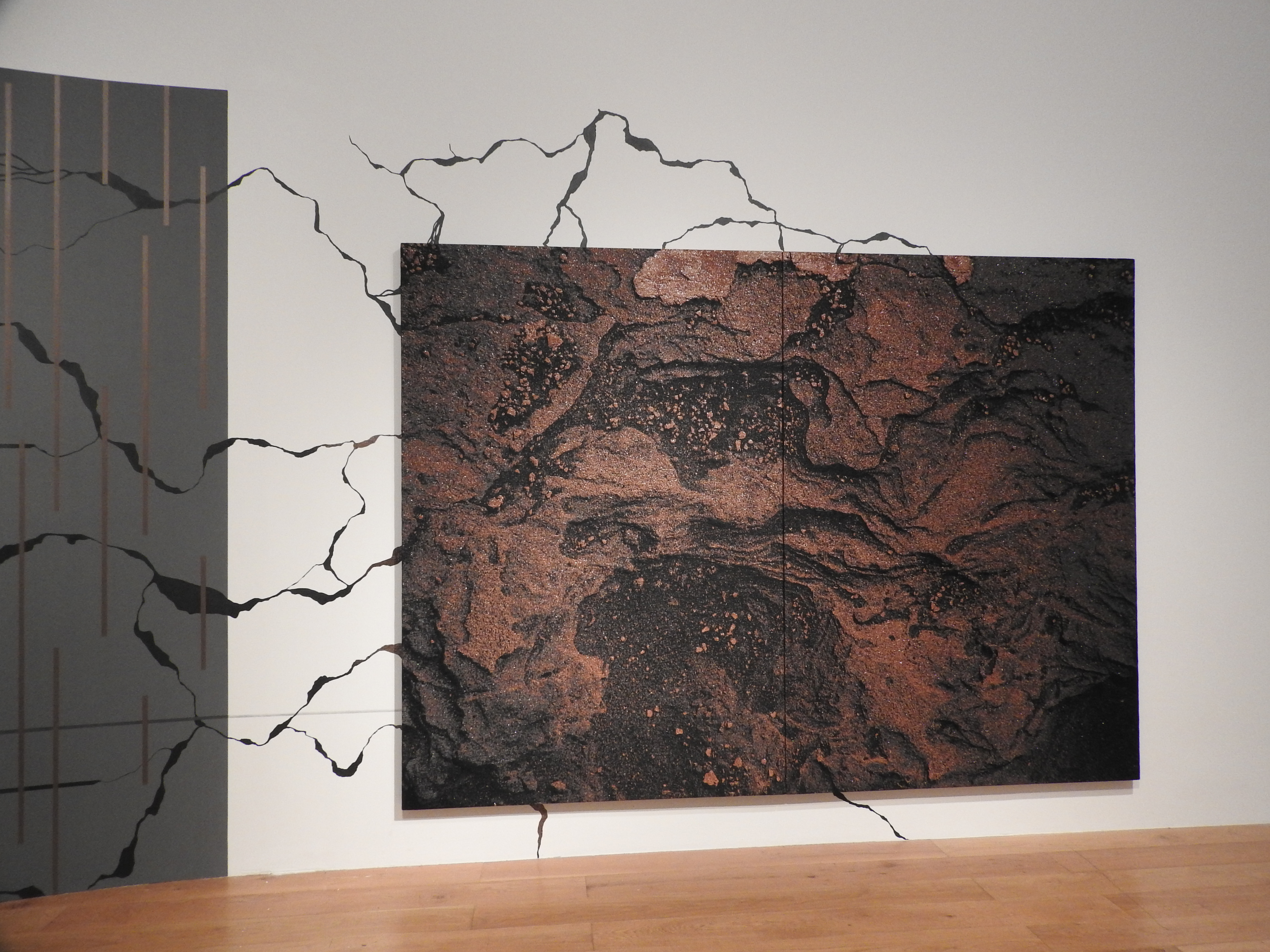
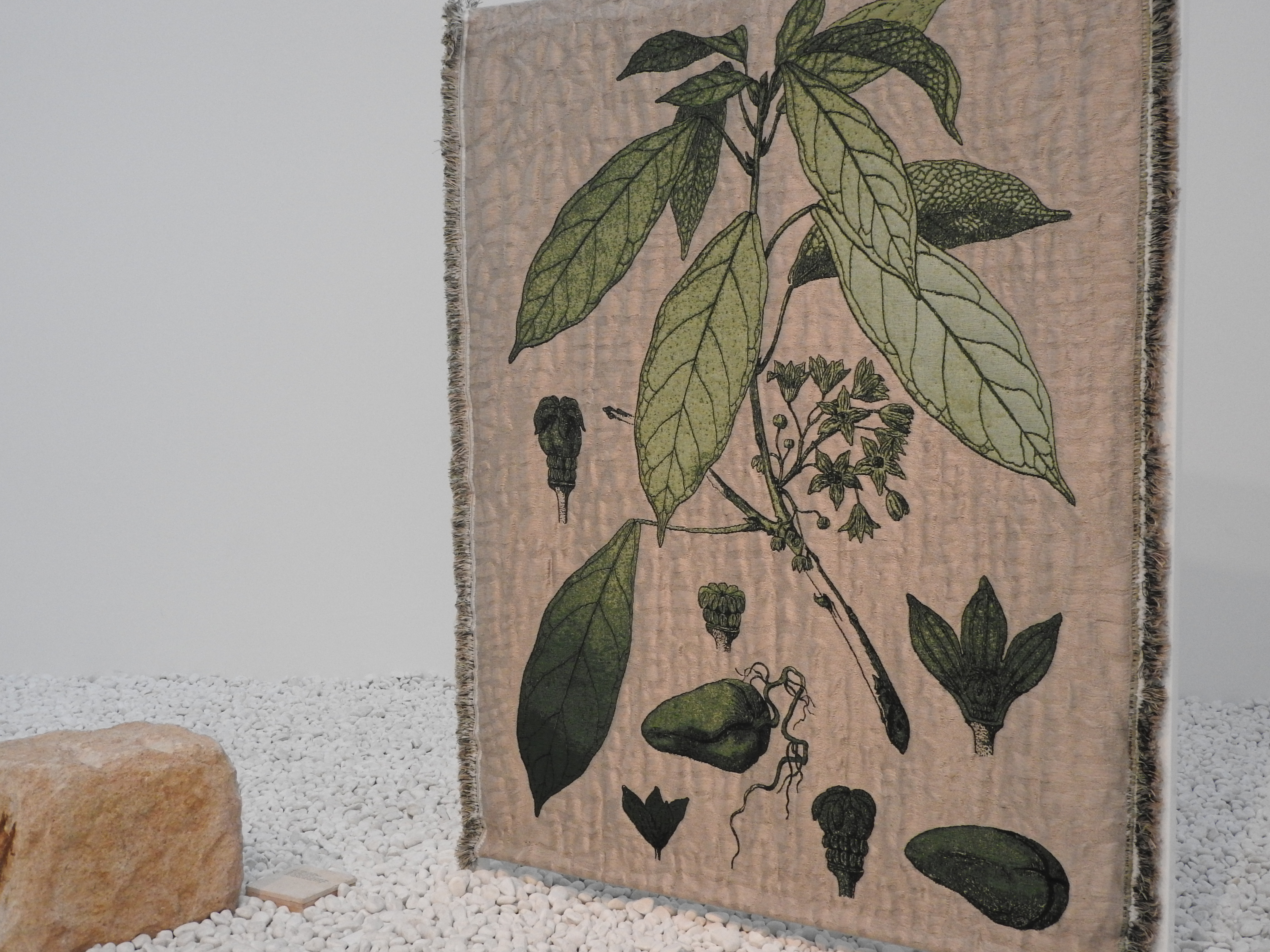
Taste of a Stone
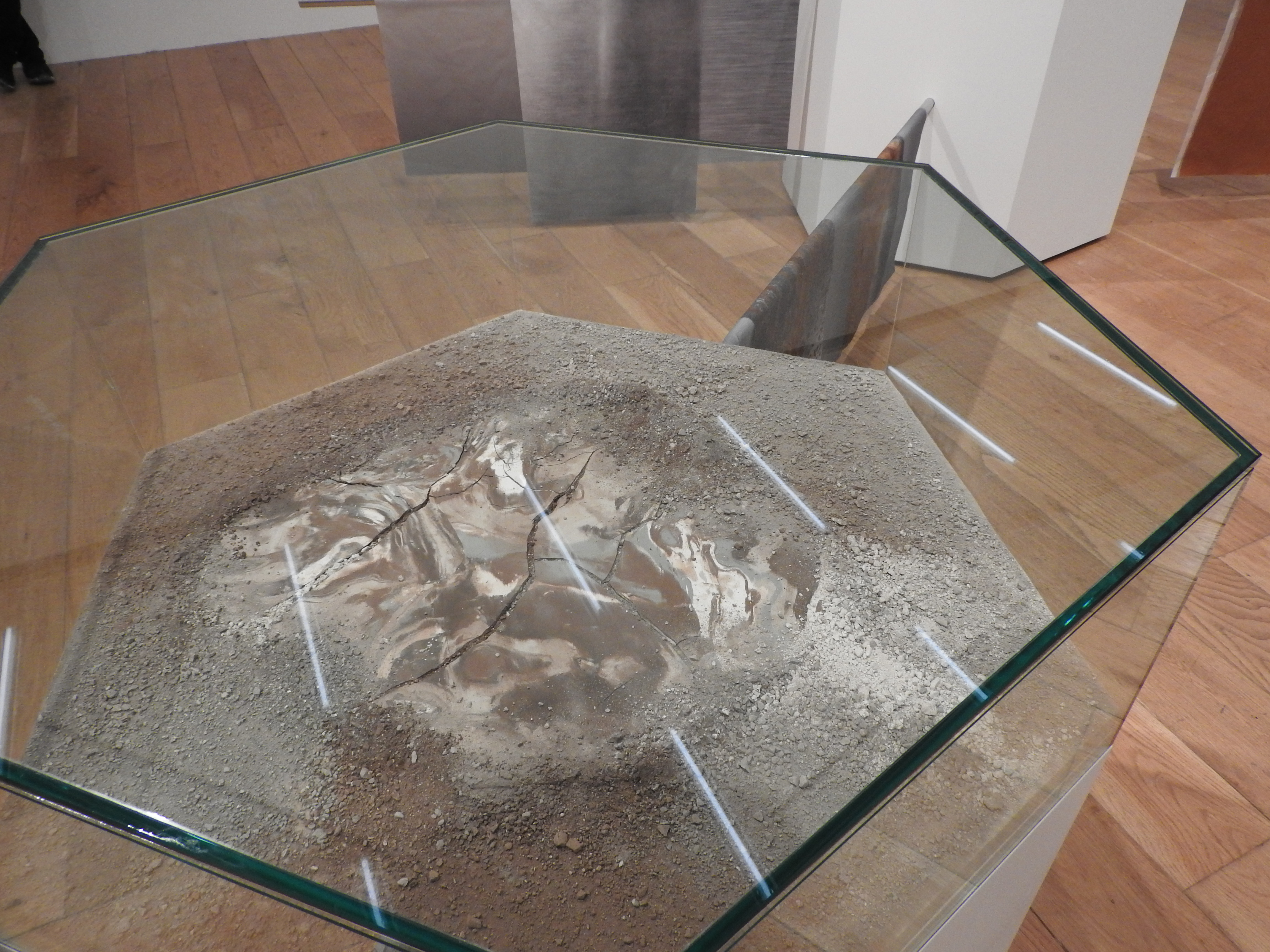
Debris to Dust
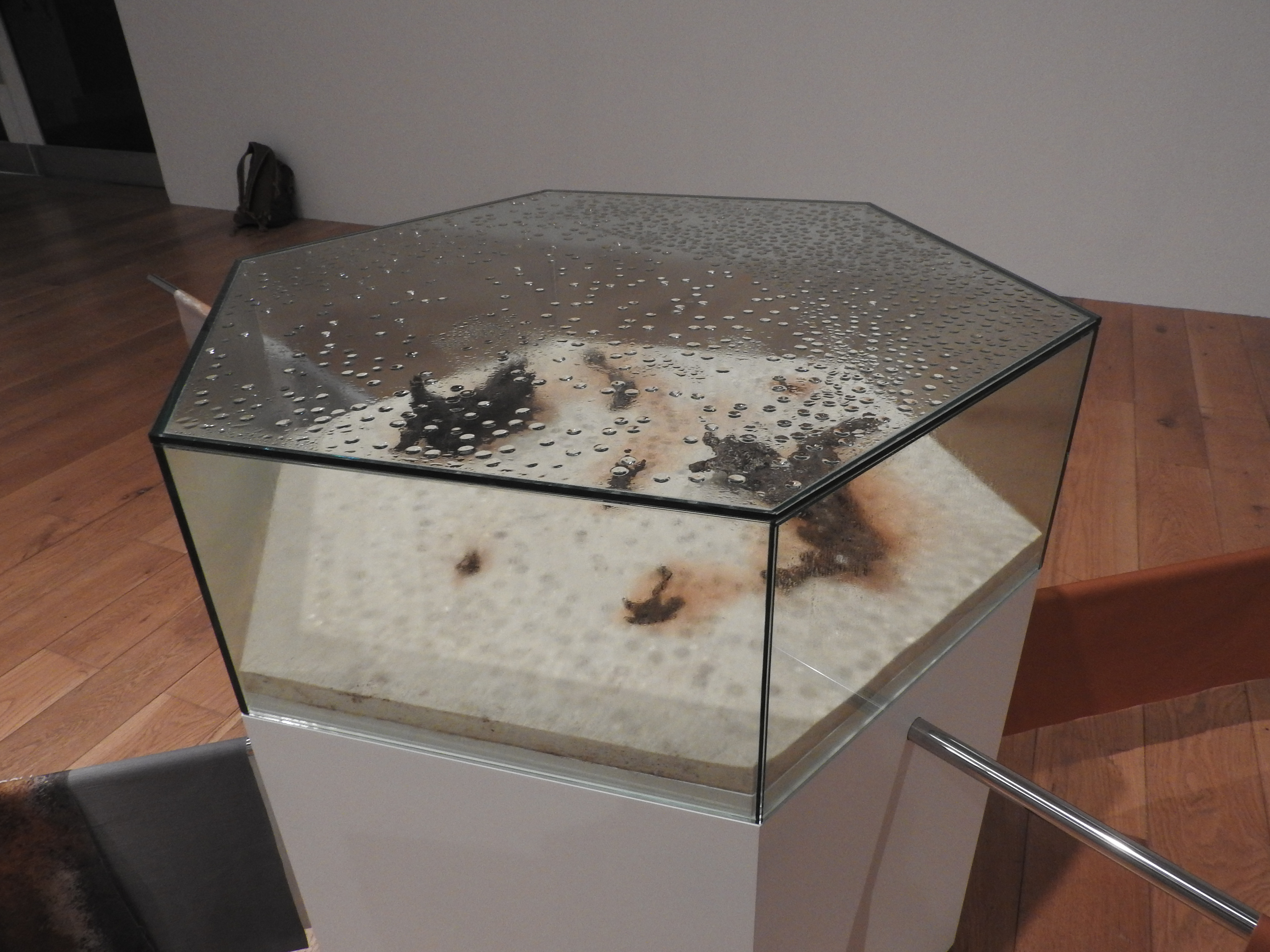
Rust to debris
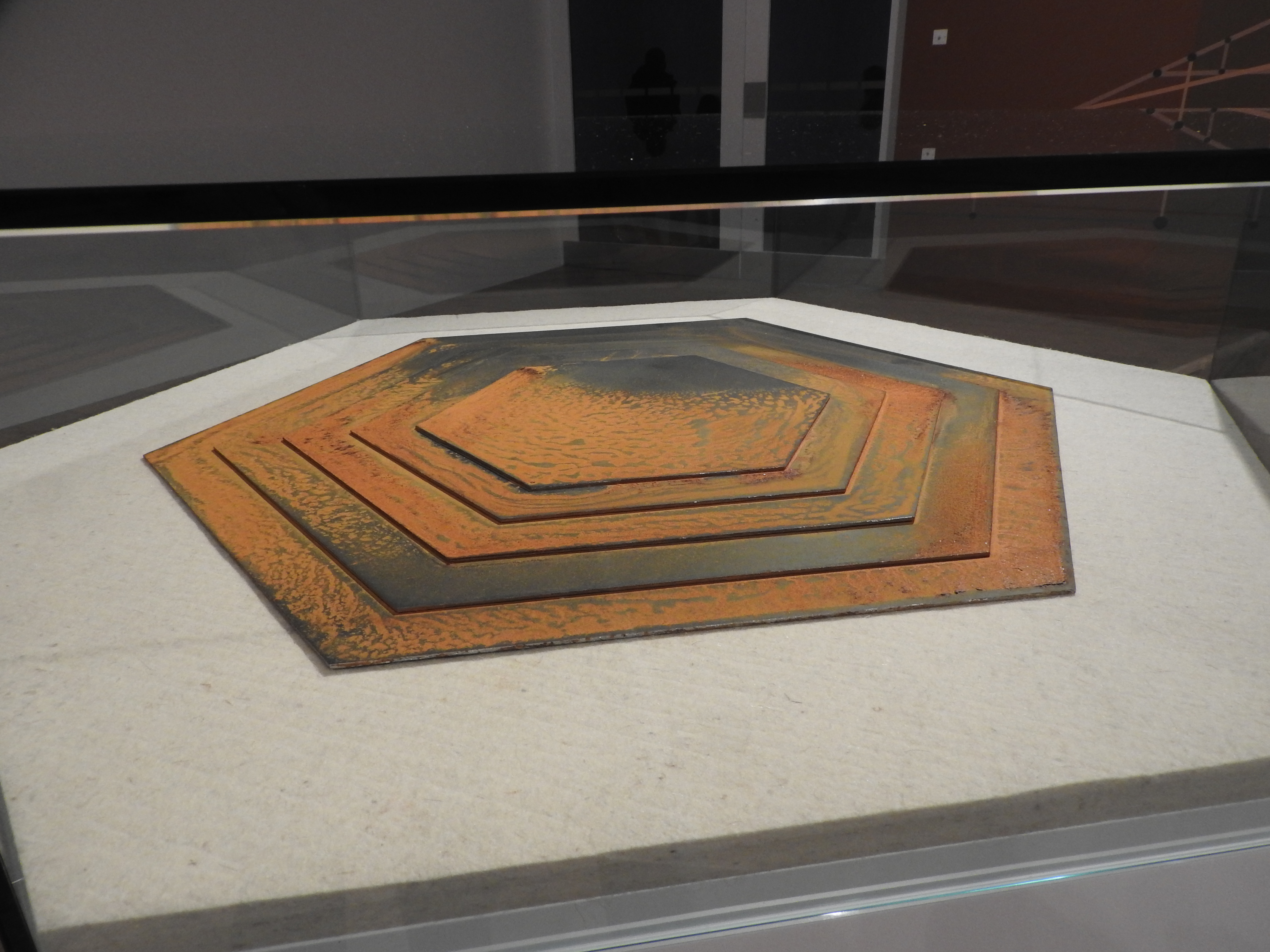
Steel to rust